# Splitting The DNA
Albummet Splitting The DNA er et Linkin Park fan-album, som er lavet af fans.
Albummet indeholder 2 CD'er, hvilke begge indeholder 20 numre. 
CD1 indeholder numre fra Hybrid Theory EP, demo og live af numre fra Hybrid Theory og et enkelt nummer fra Underground V2.0. 
CD2 indeholder numre som forsangeren Chester Bennington havde lavet med sit tidligere band, Grey Daze, før han startede i Linkin Park.
Albummet var en sær-udgivelse og kan ikke købes i butikker.

## Nummerliste
| CD1: 1. "Technique" 2. "High Voltage" 3. "Step Up" 4. "Carousel" 5. "And One" 6. "Part Of Me" 7. "Park Esaul (Demo)" 8. "Superxero (Demo)" 9. "Points Of Authority (Demo)" 10. "With You (Demo)" 11. "My December" 12. "Papercut (Live)" 13. "Forgotten (Live)" 14. "Points Of Authority (Live)" 15. "With You (Live)" 16. "Runaway (Live)" 17. "And One (Live)" 18. "In The End (Live)" 19. "A Place For My Head (Live)" 20. "One Step Closer (Live)" | CD2: 1. "Spin" 2. "Morei Sky" 3. "Wake Me" 4. "Starting To Fly" 5. "Sometimes" 6. "Holding You" 7. "Hole" 8. "Believe Me" 9. "Here Nearby" 10. "She Shines" 11. "B12" 12. "What's In The Eye" 13. "Drag" 14. "Sickness" 15. "In Time" 16. "Just Like Heroin" 17. "The Down Syndrome" 18. "Anything Anything" 19. "Soul Song" 20. "Saturation" |